# Gran Premi de Catalunya de motociclisme de 2022
El Gran Premi de Catalunya de motociclisme de 2022, oficialment anomenat com a Gran Premi Monster Energy de Catalunya, va ser la novena cursa de la temporada 2022 de motociclisme. La cursa va ser disputat al Circuit de Montmeló (Montmeló, Catalunya) en el cap de setmana del 3 al 5 de juny de 2022.

## Resultats

### MotoGP
| Pos                          | No | Pilot | Moto  | Voltes | Temps     | Sortida | Punts |
| ---------------------------- | -- | ----- | ----- | ------ | --------- | ------- | ----- |
| 1                            | xx | Pilot | Equip | 00     | 00:00.000 | X       | 0     |
| Resultats oficials de MotoGP |    |       |       |        |           |         |       |

### Moto2
| Pos                          | No | Pilot | Moto  | Voltes | Temps     | Sortida | Punts |
| ---------------------------- | -- | ----- | ----- | ------ | --------- | ------- | ----- |
| 1                            | xx | Pilot | Equip | 00     | 00:00.000 | X       | 0     |
| Resultats oficials de MotoGP |    |       |       |        |           |         |       |

### Moto3
| Pos                          | No | Pilot | Moto  | Voltes | Temps     | Sortida | Punts |
| ---------------------------- | -- | ----- | ----- | ------ | --------- | ------- | ----- |
| 1                            | xx | Pilot | Equip | 00     | 00:00.000 | X       | 0     |
| Resultats oficials de MotoGP |    |       |       |        |           |         |       |